# Эйкли (город, Миннесота)
Эйкли (англ. Akeley) — город в округе Хаббарт, штат Миннесота, США. На площади 3,9 км² (3,8 км² — суша, 0,1 км² — вода), согласно переписи 2002 года, проживают 8 человек. Плотность населения составляет 107,2 чел./км².
- Телефонный код города — 218
- Почтовый индекс — 56433
- FIPS-код города — 27-00496[1]
- GNIS-идентификатор — 0655094[2]